# アブサロム、アブサロム!
『アブサロム、アブサロム!』（原題：Absalom, Absalom! ）は、アメリカ合衆国の小説家ウィリアム・フォークナーの長編小説で、1936年に発表された。

## 紹介
南部ゴシック作品でアメリカ合衆国南部の3つの家族に関する話であるが、特にトマス・サトペンの人生に焦点を当てている。時代背景は南北戦争の前後約50年間であるが、語り手となるクウェンティン・コンプソン3世が生きている時代は20世紀初頭である。本作はフォークナーが創設したミシシッピ州ヨクナパトーファ郡を舞台とする連作第6作目である。

## 原題について
原題は、旧約聖書『サムエル記』に描かれる、イスラエル王国を建国したダビデの子アブサロムから採られている。アブサロムは父に対して反乱を起こし、ダビデが息子を優しく扱うようにと命令していたにもかかわらず、部下の将軍ヨアブによって殺される。そして、聖書にはもう一つのアブサロムに関わる話があり、それはアブサロムは異腹の兄弟に自分の妹タマルを強姦させるというものである。フォークナーの小説では、強姦への誘惑に置き換えられている。

## 小説の構成について
『アブサロム、アブサロム!』は、トマス・サトペンの興隆と衰退を詳述している。サトペンは、バージニア州西部で貧窮の中に生まれ、これを補完するために裕福で強力な家族の家長となるためにミシシッピ州にやってきた男である。ストーリーの後半は、クウェンティン・コンプソン3世とそのハーバード大学のルームメイトであるシュリーブによって過去が語られるという形式で、時には前の記述とは異なる詳細さで叙述される。ミス・ローザ・コールドフィールドやクウェンティンの父と祖父の語りも挿入されて、それがクウェンティンとシュリーブによって再度解釈され、ストーリー全体の出来事が年代を行ったり来たりしながら次々と明らかにされる。その結果、タマネギの皮を剥くように、サトペンの真の物語が明らかになってくる。まず、ローザが、長く脱線しがちな話を偏見のある記憶と共に、クウェンティンに語り始める（第1章）。クウェンティンの祖父は、サトペンの親友だった。クウェンティンの父も、祖父から聞いた話としてその詳細を埋めていく（第2章 - 第4章）。最後にクウェンティンがルームメイトのシュリーブにその話を語り、さらに互いの言葉で語り直すことで、層を重ねるように話の肉付けを行い、さらなる詳細が明らかになっていく（第6章 - 第9章）。最終的に、サトペンの物語の何が真実であるかよりも、人物の態度や偏見についてより確かな感じを抱かせることになる。
フォークナーの文体は、ピリオドもなしに一つの文が延々と続き、時にはハイフンで挿入される文が何十語も間に入るなど、人の語りと思考の揺れを表現しようとしている。1983年の『ギネス・ブック』では「文学における最長の文」として『アブサロム、アブサロム!』の1,287語の一文を挙げていた。

## あらすじ
トマス・サトペンが、ミシシッピ州ジェファスンに到着する。サトペンは、何人かの奴隷といくらか強制的に働かされているフランス人大工を連れてきている。サトペンは、地元のインディアンから100平方マイルの土地を取得し、即座に「サトペン・ハンドレッド」と呼ぶ大規模なプランテーション建設に取りかかる。これには、人目を引く邸宅も含まれている。サトペンの計画を完成させるために必要なのは、何人かの子供（特に後継者としての息子）を産んでくれる妻であり、そのために地元商人コールドフィールドに取り入って、その娘エレン・コールドフィールドと結婚する。エレンは、トマスとの間にヘンリーと名付けた息子とジュディスと名付けた娘の2人を産むが、その2人共が悲劇を生むように運命付けられている。
長じたヘンリーは、ミシシッピ大学に入学し、10歳年上のチャールズ・ボンという学友と知り合う。ヘンリーは、クリスマス休暇にチャールズを連れて家に帰る。それがきっかけとなり、チャールズとジュディスは静かな交際を始め、婚約を想定するようになる。しかし、トマスは、チャールズが以前の結婚で生まれた自分の息子であることを悟り、婚約を阻止するように動く。
トマスが若いとき、監督者としてハイチのプランテーションで働き、奴隷の反乱を服従させた後で、プランテーション所有者の娘であるユラリア・ボンとの結婚を提案され、その間に生まれたのがチャールズ・ボンだったのである。トマスは、ユラリアと結婚しチャールズが生まれるまで、彼女が混血であることを知らなかった。欺されたと考えたトマスは、その結婚を無効とし、妻と息子を残して立ち去ったが、道義的責任として、自分の資産の一部を彼女たちに渡した。トマスは、子供時代に社会が人間の価値と物質の価値に基づいていることを悟っており、一大王国を築こうとしたトマスの計画を動機付けたのがこのエピソードになっている。
ヘンリーは、自分の妹に対して近親相姦に近い感情を抱き、またチャールズに対しても恋愛感情に近いものを持っている。そのため、ヘンリーは、妹とボンが結婚することに熱心であり、両者に対して介添人となる自身を想像している。トマスは、ヘンリーに対して、チャールズはヘンリーたちの異腹の兄であるため、ジュディスはチャールズと結婚できないことを伝える。ヘンリーは初めそれが信じられず、父の資産に対する相続権を放棄して、チャールズと共に家を出てチャールズの故郷ニューオーリンズに向かう。その後、二人はミシシッピ大学に戻って学生中隊に応募し、南北戦争を始めた南軍に加わる。戦中にヘンリーは、その自意識と戦い、異腹の兄と妹の結婚を許すという結論を出す。しかし、トマスがチャールズには黒人の血が混じっていると告げると、その決心は変わってしまう。南北戦争が終わったとき、ヘンリーは、チャールズとジュディスの結婚を禁じる父の意向を体現して、自邸の門前でチャールズを殺害した後、出奔し行方が分からなくなる。
トマスも、戦争から戻り、家の修繕を始める。しかし、そのサトペン・ハンドレッドは北部から来たカーペットバッガーや北部の制裁処置によって減らされている。トマスは、死んだ妻の妹であるローザ・コールドフィールドに結婚を申し込み、ローザもそれを受け入れる。しかし、トマスが結婚式を行う前にローザに息子を産んでくれるよう要求すると、ローザは侮辱されたと思い、プランテーションを出て自宅に帰ってしまう。その後、荘園内の無断居住者ウォッシュ・ジョーンズの15歳になる孫娘ミリーとの情事を始める。ミリーは妊娠し、娘を産むことになる。トマスは、その王国を修復する最後の望みが、ミリーに息子を産んでもらうことだっただけに大いに落胆する。そして、トマスは、ミリーの出産と同じ日に飼っていた雌馬が雄馬を産んだことになぞらえて、赤ん坊を横に置いたミリーに、厩戸で眠る価値もないという発言をする。これに怒ったウォッシュは、トマスを殺害し、続いて孫娘と生まれたばかりの曾孫も殺してしまう。また、ジョーンズ自身も、彼を逮捕するためにやって来た民警団によって殺される。
トマス・サトペンの物語は、クウェンティンがローザを連れて廃屋になっているサトペンの邸宅に戻り、そこでヘンリーとクライティを発見するところで終わる。クライティは、トマスが奴隷の女性に産ませた娘であり、長年サトペン家を支えてきていた。また、ヘンリーは、その荘園で死ぬために戻って来ていた。それから3か月後、ローザがヘンリーに医療を施すために荘園に戻ったときに、クライティがプランテーションの最後の名残である邸宅に火を付けてヘンリーと心中する。その結果、サトペン家で唯一生き残った者は、ジム・ボンドと呼ばれる重い知的障害のある若者ただ一人となってしまう。ジムは、チャールズの息子が黒人女性との間に産ませた子供で、トマスにとっては曾孫にあたる者だった。

## 登場人物

### サトペン家
- トマス・サトペン（1807年 - 1869年） - 本作の主人公。バージニア州西部の山村で貧乏白人の子供として生まれる。10代で家出して、20歳の時にハイチでユーレリア・ボンと結婚する。1833年にヨクナパトーファ郡にサトペン荘園を造る。1838年、エレン・コールドフィールドと再婚する。南北戦争では大佐・連隊長を務めていた。1869年、サトペン荘園で殺される。
- エレン・コールドフィールド・サトペン（1818年 - 1862年） - トマスの妻、ローザの姉、グッドヒュー・コールドフィールドの娘。チャールズ・ボンを見てジューディスと結婚させる気になり、郡内にも言いふらす。しかし、それが実現しないことがわかり、自身もその2年後の1862年に死去する。
- ヘンリー・サトペン（1839年 - 1910年） - トマスの長男。ミシシッピ大学に入学し、そこでチャールズ・ボンと知り合う。チャールズを妹のジューディスと結婚させようとするが、チャールズが異腹の兄であることを知り、南北戦争が終わった1865年に、チャールズを殺害する。1910年にサトペン荘園に戻って死去する。
- ジュディス・サトペン（1841年 - 1884年） - トマスの長女。チャールズ・ボンと婚約するはずだったが、兄が出奔してからチャールズに会えなくなり、1865年に兄の殺害したチャールズの遺体に再会する。1884年にサトペン荘園で死去する。
- ユーレリア・ボン（？-？） - トマスの最初の妻、フランス系ハイチ人砂糖プランテーション所有者の一人娘。スペイン出身という触れ込みだったが、実際には4分の1だけ黒人の血が混じっていた。トマス・サトペンとの間にチャールズ・ボンを出産する。
- チャールズ・ボン（1829年 - 1865年） - トマスとユーレリアの間の息子。ミッシッピ大学でヘンリー・サトペンと知り合い、ジューディスと婚約寸前までいく。南軍では学徒隊の士官になる。1865年に、サトペン荘園で、ヘンリー・サトペンに殺害される。
- チャールズ・エティエンヌ・ド・サン＝ヴァレリー・ボン（1859年 - 1884年） - チャールズ・ボンと混血の女の間に生まれた息子。放蕩生活を送り、黒人女性と結婚する。1884年、サトペン荘園で病没する。
- ジム・ボンド（1882年 - ？） - チャールズ・エティエンヌ・ド・サン＝ヴァレリー・ボンが黒人女性に産ませた男。知能障害者。
- クライティ（クライテムネストラ）・サトペン（1834年 - 1910年） - トマス・サトペンが奴隷の女性に産ませた娘（クライテムネストラは、ギリシャ神話の王妃の名であり、神話では夫アガメムノン王を殺した後、息子オレステスに殺される）。1910年に、サトペン荘園に火を放って、ヘンリーと共に死去する。

### コールドフィールド家
- グッドヒュー・コールドフィールド（？ - 1869年） - エレンとローザの父で、ジェファスンの町の零落した商人。南北戦争に反対し、自宅2階の部屋を釘付けして閉じ籠もった末に、1864年に衰弱死する。
- ローザ・コールドフィールド（1845年 - 1910年） - エレンと20歳以上も年が違う妹。トマス・サトペンが戦争から戻ってきた後で結婚を申し込まれ一度は承諾するが、トマスが自分を男児を産ませるための手段としか考えていないのを知って、誰も居ないコールドフィールド家に戻る。サトペンの物語をクウェンティンに語る。1910年にジェファスンで死去。

### コンプソン家
- ジェイソン・コンプソン2世（？-？） - クウェンティンの祖父、トマス・サトペンの友人。
- ジェイソン・コンプソン3世 (？ - 1912年) - コンプソン家の家長、南部の大学で学んだ弁護士。
- クウェンティン・コンプソン3世 (1891年 - 1910年) - コンプソン家の長男。ローザ・コールドフィールドや父のジェイソン・コンプソン3世からサトペン家の物語を聞かされる。ハーバード大学に入り、ルームメイトのシュリーブとサトペンについて語る。『響きと怒り』はコンプソン家の物語であり、クウェンティンは主人公の一人。1910年、マサチューセッツ州ケンブリッジで自殺。

### その他の登場人物
- ウォッシュ・ジョーンズ（？ - 1869年） - サトペン荘園内の無断居住者、クラィティには邸宅へ入ることも拒否される身分だったが、トマス・サトペンが出征中は荘園を維持し、トマスの帰還後はサトペン荘園の再建を手伝う。1869年、孫娘が侮辱されたことに怒り、トマス・サトペンを殺す。その直後に彼自身も殺される。
- ミリー・ジョーンズ（1853年 - 1869年） - ウォッシュの孫娘。1869年、トマス・サトペンとの間に女児を産むが、逆上したウォッシュに娘共々殺される。
- シュリーブ・マッキャノン (1890年 - ？) - クウェンティンのルームメイト、カナダのアルバータ州の出身でハーバード大学の学生。クウェンティンとサトペンについて語る。

## 作品の分析について
『アブサロム、アブサロム!』は、フォークナーの他の小説と同様に、
南部の歴史を寓話化している。タイトルそのものが父の建てた帝国に刃向かう言うことを聞かない息子、アブサロムを暗示するものである。トマス・サトペンの人生は、南部プランテーション文化の興隆と衰退を映している。ただし、サトペンの失敗は、必ずしも南部の理想像の弱さを反映しているわけではない。しかし、サトペンは、頑なにその「人生設計」に拘り、黒人の血が入った混血女性との結婚をよしとしておらず、それが自身の破滅へと繋がっていく。フォークナーは、『アブサロム、アブサロム!』を論じて、南部の労働力が奴隷制に基づく環境下での怨念とトマス・サトペン自身の怨念あるいは弱点があって、彼があまりに強いために、家族の一部である必要がないという信念になっていると述べている。これら2つの怨念が組み合わされて、サトペンを滅ぼすことになる。
『アブサロム、アブサロム!』は、表向きの事実、伝聞による当て推量およびあからさまな推測を並置させ、過去の出来事を再現することが不可能なままであり、それゆえに想像に過ぎないことを示唆している。しかし、フォークナーは、小説の中の語り手の「誰もが真実を見ることができない」ので事実に行き着くことができないが、真実は存在するのであり、読者は最終的にそれを知ることができると述べている。
多くの批評家は、映画『羅生門』のように、語りの背後にある真実を再構築しようとし、あるいはそのような再構築が完全にはできず、どうしても打ち勝つことができない論理的矛盾があるということすら示そうとしていると述べている。その一方で、ある批評家は、小説の中の真実は既に矛盾しており、小説の筋を所与のものとして、神話や心理的原型のレベルにあるとみなすのが良いと述べている。さらに、この寓話は、人の無意識の最も深いレベルを垣間見せるものであり、そのことでその神話を受け入れる（あるいは規制される）人々、すなわち一般の南部人、特にクウェンティン・コンプソン3世を理解した方が良いと言っている。
この小説は、様々な話者を使ってその解釈を表現させることで、フォークナーが考える南部の歴史的文化的時代精神を暗示している。そこでは、過去が常に現在にあり、何度もその話を語り続ける人々によって、常に変遷していく状態にある。こうして神話を作り真実を問題にしていくプロセスを探索してもいる。本編の中でも「彼らふたりは（クウェンティンとシュリーブ）、ろくでもない昔話の断片から、おそらくかつてどこにも存在しなかったような人びとの影をつくりあげていたのだ - かつてこの世に生れそして死んでいった現し身の影ではなく、（すくなくともシュリーブにとっては）もともと影のごとき存在のそのまた影を、白い息となって目に見えるささやき声のように静かに、ふたりのあいだにつくりあげていたのだ。」と叙述されている。
この小説の全体を見る人物（正確に焦点とはなっていないまでも）としてクウェンティン・コンプソン3世を使うことは、この作品をフォークナーの初期作品『響きと怒り』の姉妹編のようにさせている。『響きと怒り』はコンプソン家の物語であり、クウェンティンは主人公の一人である。そして、『響きと怒り』の中で明白に言及されているわけではないが、サトペン家の隆盛と衰亡および近親相姦の可能性と戦う様は、クウェンティンとサトペン荘園の燃える様を目撃するミス・ローザ・コールドフィールドを駆り立てさせることになる家族内の出来事
と強迫観念に似ている。
フォークナー自身は、この作品の主題について、「サトペンは自分なりに復讐しようと欲したのだが、それ以上に、一つの信念を実証してみたかったのです - すなわちそれは、人工の基準や環境のもとで一人の人間が他の人間よりも優越し威張るのは間違いだという信念です。彼は少年の時、ある大きな家を訪ねたが、その家の召使いから、裏口へ回れ、と言われました。彼は自分に誓いました。おれもあんな大きな家に住む人間になろう。そのためにはどんな手段もかまわない。かくして彼は人間の品性も名誉も憐憫の心も捨てさったのであり、そのために運命から復讐をうける。これがこの物語の主題です。」と語っている。

## 作品の評価について
『アブサロム、アブサロム!』は『響きと怒り』と共に、フォークナーがノーベル文学賞を受賞する要因になった。2009年に南部の文学を扱う雑誌「オクスフォード・アメリカン」が『アブサロム、アブサロム!』を全時代を通じた最良の南部小説に挙げた。
フォークナーの短編『ウォッシュ』（1934年）は本作の原形で、サトペンとウォッシュ・ジョーンズの孫娘の間に生まれた庶子の誕生に関わる話になっている。ウォッシュ・ジョーンズはサトペンを殺し、孫娘と曾孫にあたる女児が寝ている小屋に火を付けて2人を殺す。

## 日本語訳
- 篠田一士訳、河出書房新社「池澤夏樹=個人編集 世界文学全集Ⅰ-09」、2008年
  - 元版：集英社「世界文学全集」、1966年、新版1979年 / 新潮社「新潮世界文学42 フォークナーⅡ」、1970年
- 高橋正雄訳、講談社文芸文庫（上下）、1998年
  - 元版：河出書房新社『世界文学全集 カラー版』、1970年
- 大橋吉之輔訳『アブサロム、アブサロム!　フォークナー全集12』冨山房、1996年
- 藤平育子訳、岩波文庫（上下）、2011-12年